# Ada sau ardoarea. O cronică de familie
Ada sau ardoarea. O cronică de familie (în engleză Ada or Ardor: A Family Chronicle) este un roman științifico-fantastic de ucronie scris de autorul rus Vladimir Nabokov și publicat  pentru prima dată în limba engleză în Statele Unite în 1969 de McGraw-Hill.
În limba rusă a fost publicat  pentru prima dată în 1995, a fost republicată în 1996 sau 2022. În limba română a fost tradus de Horia Florian Popescu și a apărut în 2004 la Editura Polirom și republicată în 2019.
Ada sau ardoarea a început să se concretizeze în 1959, când Vladimir Nabokov cocheta cu două proiecte, „Textura timpului” și „Scrisori de pe Terra”. În 1965, a început să vadă o legătură între cele două idei, compunând în cele din urmă un roman unificat în perioada februarie 1966 - octombrie 1968. Romanul a fost scris în Elveția în limba engleză, dar folosește pe scară largă rusa și franceza.
Ceea ce a rezultat avea să devină cea mai lungă lucrare a sa. Ada sau ardoarea a avut parte inițial de o primire împărțită. Cu toate acestea, scriind în The New York Times Book Review, cercetătorul Alfred Appel⁠(d) a numit-o „o mare operă de artă, o carte necesară, radiantă și răpitoare” și a spus că „oferă dovezi suplimentare că autorul este egal cu Franz Kafka, Marcel Proust și James Joyce.”

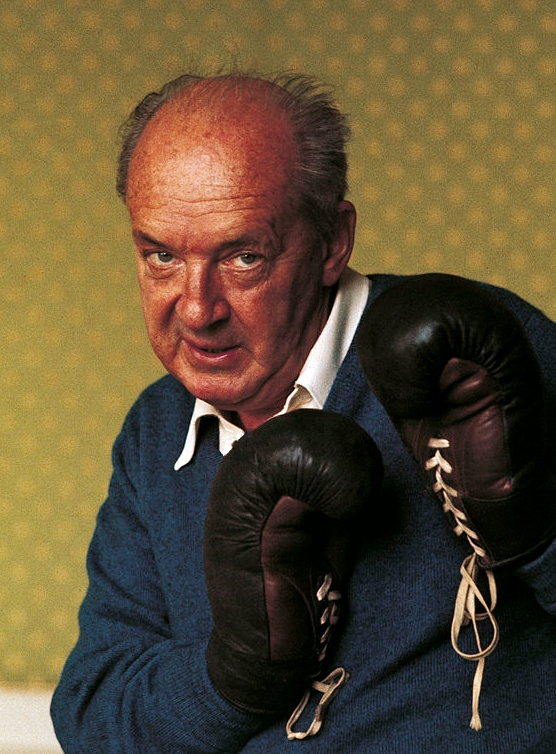
Vladimir Nabokov în anii 1960

## Rezumat
Ada spune povestea de viață a unui bărbat pe nume Van Veen și povestea lui de dragoste de o viață cu sora sa Ada. Se întâlnesc când ea are unsprezece ani (în curând va împlini doisprezece ani), iar el, paisprezece, crezând că sunt veri (mai precis: că tații lor sunt veri și că mamele lor sunt surori) și încep o aventură sexuală. Mai târziu, ei descoperă că tatăl lui Van este și al Adei, iar mama ei este și a lui, prin urmare ei înșiși sunt din punct de vedere genealogic atât veri de gradul trei (o relație atât presupusă, cât și actuală) dar și frați. Povestea urmărește diferitele întreruperi și reluări ale aventurii lor. Ambii sunt bogați, educați și inteligenți. Cartea în sine ia forma unui memoriu, scris când are nouăzeci de ani, punctat cu marginaliile sale și ale Adei, iar în părți cu note ale unui editor nenumit care sugerează că manuscrisul nu este complet.
Romanul este împărțit în cinci părți. Pe măsură ce progresează cronologic, această structură evocă sentimentul unei persoane care reflectă asupra propriilor amintiri, cu o adolescență care se întinde epic și mulți ani de mai târziu trecând pur și simplu.

### Cadru
Povestea are loc la sfârșitul secolului al XIX-lea pe Demonia sau Antiterra, care pare a fi o istorie alternativă a Pământului. Antiterra are aceeași geografie și o istorie în mare măsură similară cu cea a Pământului; cu toate acestea, este esențial diferită în mai multe puncte. De exemplu, Statele Unite includ toate Americile (care au fost descoperite de navigatorii africani). Dar a fost colonizată pe scară largă de ruși, astfel încât ceea ce cunoaștem ca vestul Canadei este o provincie vorbitoare de limbă rusă numită „Estotia”, iar în estul Canadei o provincie vorbitoare de limbă franceză numită „Canadia”. Rusa, engleza și franceza sunt toate folosite în America de Nord. Teritoriul care aparține Rusiei în lumea noastră și o mare parte din Asia, face parte dintr-un imperiu numit Tartaria, în timp ce cuvântul „Rusia” este pur și simplu un „sinonim ciudat” pentru Estotia. Imperiul Britanic, care include cea mai mare parte sau toată Europa și Africa, este condus (în secolul al XIX-lea) de un rege numit Victor. Un oraș numit Manhattan ia locul orașului New York din universul nostru. Aristocrația este încă răspândită, dar unele tehnologii s-au dezvoltat deja în formele cunoscute de noi în secolul al XX-lea. Cu toate acestea, electricitatea a fost interzisă aproape din momentul descoperirii sale, în urma unui eveniment numit „dezastrul L”. Avioanele și mașinile există, dar televiziunea și telefoanele nu există; funcțiile lor sunt îndeplinite de dispozitive similare alimentate cu apă. Cadrul este astfel un amestec complex de Rusia și America din secolele al XIX-lea și al XX-lea.
Credința într-o lume „geamănă”, Terra, este răspândită pe Antiterra ca un fel de religie marginală sau halucinație în masă . (Numele „Antiterra” poate fi o denumire bazată pe acest fenomen; însă planeta este numită „cu adevărat” „Demonia”.) Una dintre specialitățile timpurii ale lui Van ca psiholog este să cerceteze și să lucreze cu oameni care cred că sunt într-un fel în contact cu Terra. Presupusa istorie a Terrei, în măsura în care o spune el, pare a fi cea a lumii noastre: adică personajele din roman visează, sau halucinează, despre lumea reală.
Personajele centrale sunt cu toții membri ai aristocrației nord-americane, de origine mai ales rusă și irlandeză. Dementiî ("Demon") Veen este verișoara primară cu Daniel Veen. Se căsătoresc cu o pereche de surori gemene, Aqua și, respectiv, Marina, care sunt și verișoarele lor secunde. Demon și Aqua cresc un fiu, Ivan (Van); Dan și Marina cresc două fiice, Ada și Lucette. Povestea începe când Van, în vârstă de 14 ani, petrece o vară cu verii săi, care aveau atunci 12 și 8 ani. O idee aproximativă a anilor acoperiți de fiecare secțiune este oferită între paranteze, mai jos, însă gândurile naratorului se rătăcesc adesea în afara perioadelor notate.

### Partea 1: 43 de capitole(1863–1888)
Această parte, pe care un critic a numit-o „ultimul roman rusesc din secolul al XIX-lea”, ocupă aproape jumătate din carte. De-a lungul acestei părți a romanului, numeroasele pasaje care înfățișează înflorirea dragostei lui Van și Adei variază în ritm, stil și vocabular - variind de la proză strălucitoare, înșelător de simplă, dar bogat senzuală, până la satira lămuritoare și barocă a pornografiei secolului al XVIII-lea - în funcție de starea de spirit pe care Nabokov dorește să o transmită.
Primele patru capitole oferă un fel de prolog neoficial, prin aceea că acțiunea se mișcă repede înainte și înapoi prin cronologia narațiunii, dar se ocupă mai ales cu evenimentele dintre 1863 și 1884, când începe principala acțiune a cărții. Aceste capitole îi descrie pe Van și Ada descoperind adevărata lor relație, aventura furtunoasă a lui Demon și Marina, coborârea surorii Marinei, Aqua, în nebunie și obsesie pentru Terra și apă, și „prima dragoste a lui Van”, o fată pe care o vede într-un anticariat, dar cu care nu vorbește niciodată. Capitolele 4 până la 43 se ocupă în principal de adolescența lui Van și de primele întâlniri ale lui cu „verișoara” Ada — concentrate pe cele două veri când acesta se alătură ei (și „sorii ei” Lucette) la Ardis Hall, casa lor ancestrală, între 1884 și 1888.
În 1884, Van și Ada, de 14 și 12 ani, se îndrăgostesc pasional, iar aventura lor este marcată de un puternic sentiment de erotism romantic. Cartea începe cu descoperirea lor că de fapt nu sunt veri, ci frate și soră. Pasajul este notoriu de dificil, cu atât mai mult cu cât niciunul dintre ei nu afirmă în mod explicit concluzia pe care a tras-o (tratând-o ca fiind evidentă) și este menționată în treacăt mai târziu în text. Deși mama Adei păstrează o fotografie de la nuntă datată august 1871, cu unsprezece luni înainte de nașterea ei, găsesc într-o cutie din pod un anunț de ziar care datează nunta în decembrie 1871; și, în plus, că Dan a fost în străinătate din acea primăvară, așa cum o dovedesc rolele sale de film sale extinse. Prin urmare, el nu este tatăl Adei. Mai mult, ei găsesc un album de flori adnotat păstrat de Marina în 1869–70, care indică că era însărcinată și închisă într-un sanatoriu în același timp cu Aqua; că 99 de orhidee au fost aduse Marinei, de la Demon, de ziua lui Van; și că Aqua a avut un avort spontan într-un accident de schi. Mai târziu se întâmplă că Marina i-a dat copilul surorii ei pentru a-l înlocui pe cel pe care îl pierduse – deci ea este de fapt mama lui Van – și că aventura ei cu Demon a continuat până la conceperea Adei. Acest lucru face ca Lucette (copilul lui Dan și al Marinei) să fie sora vitregă uterină a celor doi.
Van revine la Ardis pentru a doua vizită în vara lui 1888. Aventura a devenit tensionată din cauza suspiciunilor lui Van că Ada a mai avut un amant și a intruziunii tot mai mari a Lucettei (sora lor vitregă, acum de 12 ani) în întâlnirile lor (o intruziune pe care Van o vede pe jumătate cu sentimente conflictuale). Această secțiune se termină cu descoperirea lui Van că Ada a fost de fapt infidelă și fuga lui din Ardis pentru a se răzbuna pe acei „rivali” de care este conștient: Phillip Rack, profesorul de muzică mai în vârstă și cu caracter slab al Adei; și Percy de Prey, un vecin destul de prost. Van este distras de o altercație întâmplătoare cu un soldat pe nume Tapper, pe care îl provoacă la duel și care îl rănește. În spital, se întâlnește cu Philip Rack, care este pe moarte și pe care Van nu se poate răzbuna. El află apoi că Percy de Prey a fost împușcat și ucis în versiunea Antiterra a războiului din Crimeea în desfășurare. Van se mută să locuiască cu Cordula de Prey, verișoara lui Percy, în apartamentul ei din Manhattan, în timp ce el își revine complet. Ei au o relație fizică superficială, care îi oferă lui Van un răgaz de la tensiunea emoțională a sentimentelor sale pentru Ada.

### Partea 2: 11 capitole(1888–1893)
Van își petrece timpul dezvoltând studiile în psihologie și vizitând o serie de bordeluri din clasa superioară „Vila Venus”. În toamna anului 1892, Lucette, care și-a declarat acum dragostea pentru Van, îi aduce o scrisoare de la Ada în care îi anunță că a primit o ofertă de căsătorie de la un rus bogat, Andrei Vinelander. Dacă Van va dori s-o invite să locuiască cu el, ea va refuza oferta de căsătorie. Dar Van face acest lucru și încep să locuiască împreună într-un apartament pe care Van l-a cumpărat de la vechiul prieten de școală al Adei și fostul iubit al lui Van, Cordula de Prey.
În februarie 1893, tatăl lor, Demon, apare cu vestea că vărul său (presupusul tată al Adei, dar adevăratul tată vitreg) Dan a murit după ce a alergat mult timp, dezbrăcat, în pădurea din apropierea casei lui în timpul unui episod halucinant terifiant. După ce a înțeles situația cu privire la Van și Ada, el îi spune lui Van că Ada ar fi mai fericită dacă ar renunța la ea și că l-ar renega pe Van dacă nu va face acest lucru. Van acceptă, pleacă și încearcă să se sinucidă; cu toate acestea, arma lui nu reușește să se declanșeze. Apoi își părăsește apartamentul din Manhattan și începe să vâneze un fost servitor de la Ardis, Kim Beauharnais, care îi șantajase cu dovezi fotografice ale aventurii lor și l-a bătut sălbatic cu un băț Alpenstock⁠(d) până când a orbit.

### Partea 3: 8 capitole(1893–1922)
Ada fiind căsătorită cu Andrei Vinelander, Van călătorește și studiază până în 1901, când Lucette reapare în Anglia. Ea și-a făcut rezervare pe același transatlantic, Amiral Tobakoff, cu care Van vine înapoi în America. Ea încearcă să-l seducă și aproape reușește, dar planul este dejucat atunci când Ada apare în filmul Ultima aventură a lui Don Juan, pe care îl urmăresc la bord. Lucette consumă apoi mai multe somnifere și finalizează sinuciderea aruncându-se de pe Tobakoff în Atlantic.
În martie 1905, Demon moare într-un accident de avion. Mai târziu în acel an, Ada și Andrei ajung în Elveția. Van se întâlnește cu ei și are o aventură cu Ada în timp ce pretinde că sunt angajați în descoperirea averii Lucettei (despre aceasta se presupune că este ascunsă în diferite conturi bancare ascunse). Ei pun la cale un complot ca ea să-l abandoneze pe Andrei, un plan pe care acum îl consideră fezabil din cauza morții lui Demon. Cu toate acestea, în timpul șederii lor în Elveția, Andrei se îmbolnăvește de tuberculoză, iar Ada nu-l poate abandona până nu își revine. Van și Ada se despart, iar Andrei este bolnav timp de 17 ani, după care moare. Ada se duce apoi înapoi în Elveția pentru a se întâlni cu Van.

### Partea 4: Niciun capitol(1922)
Această parte cuprinde prelegerea lui Van, Textura timpului, transcris, aparent, după citirea lui pe un magnetofon, în timp ce el străbate Europa din Marea Adriatică pentru a o întâlni pe Ada în Mont Roux, Elveția, în timp ce ea este în drum din America via Geneva. Transcrierea este apoi editată pentru a fi îmbinată într-o descriere a întâlnirii reale a lui și a Adei. Acest lucru face ca această parte a romanului să fie notoriu autoreferențială și, prin urmare, a fost citată drept partea „dificilă” a romanului, în măsura în care unii recenzori au declarat că și-ar fi dorit ca Vladimir Nabokov s-o fi „omis-o”. S-ar putea argumenta contra că aceasta nu este decât una dintre cele mai puternice evocări ale uneia dintre temele centrale ale romanului: „... întrepătrunderea romantismului inefabil și a realității ineluctabile”.
Acestea fiind spuse, Van și Ada se reunesc în cele din urmă și încep să trăiască împreună.

### Partea 5: 6 capitole(1922–1967)
Această secțiune a romanului are loc în 1967, când Van își finalizează memoriile așa cum este apar în Ada sau ardoarea. O cronică de familie. El își descrie mulțumirea, așa cum este, relația cu cartea sa și prezența continuă și dragostea lui pentru Ada. Acest cântec de lebădă este presărat cu remarci despre durere și ravagiile timpului. Van și Ada au o conversație despre moarte, iar Van se oprește din a corecta ceea ce el consideră munca sa în esență completă, dar nu pe deplin șlefuită. Cartea atinge punctul culminant când Van și Ada fuzionează în „Vaniada, Dava sau Vada, Vanda și Anda”.

## Titlu
După David Eagleman⁠(d), Nabokov a numit personajul titular în parte după fluturele său preferat. Un avid colecționar profesionist de fluturi, lui Nabokov îi plăcea în special o anumită specie cu aripi galbene și un corp negru. Ca sinestezic, el a asociat culori cu fiecare literă; A cu galben și D cu negru. Astfel, a văzut o reflectare a fluturelui său preferat (galben-negru-galben) în numele „Ada”. Personajul său, Ada, a vrut să fie lepidopterist. 
„Ada” este și un joc de cuvinte, un omofon, pentru „Ardor” (ardoarea). Marina, mama Adei, își pronunță numele cu „A” rusești „lungi și adânci”, așa cum ar spune un vorbitor de engleză non-rotic cuvântul „Ardor”. Numele Adei include Ad, în limba rusă iad (Ад), care este tema principală pe tot parcursul poveștii.

## Critică și recepție
Criticii contestă dacă Van și Ada mor prin sinucidere la sfârșit, așa cum spune autorul „dacă cuplul nostru de mincinoși presat de timp a intenționat vreodată să moară”.
David Potter descrie lumea povestită a lui Van în memorii ca „un amestec instabil de contradicții, elemente fantastice șocante și temporalități halucinate” asupra cărora Van deține doar parțial controlul. El susține că acest lucru face romanul atât de greu de interpretat.
Garth Risk Hallberg⁠(d) a considerat cartea provocatoare, dar i-a aclamat proza și a susținut că Nabokov „reușește un fel de truc de magie proustiană: recuperează, prin evocare, chiar lucrurile ale căror pierdere le înfățișează”.
David Auerbach⁠(d) a simțit că atât Ada, cât și personajele sale principale sunt alienante și a crezut că Nabokov știa că cititorii le vor găsi așa. El l-a considerat pe Van Veen un narator nesigur și speculează că o mare parte din poveste este fantezia lui Van, comparând Antiterra cu decorurile expres fictive create de Nabokov în Invitație la eșafod, Bend Sinister și Foc palid.